# Andrea Osburg
Andrea Osburg (* 26. November 1958 in Weimar, Bezirk Erfurt) ist eine deutsche Ingenieurin im Fachbereich der Verfahrenstechnik.

## Werdegang
Andrea Osburg studierte von 1977 bis 1982 Verfahrenschemie an der Technischen Hochschule Merseburg.
Im Anschluss an ihr Studium war Osburg bis 1986 als wissenschaftliche Assistentin am Lehrstuhl Technische Chemie der Friedrich-Schiller-Universität Jena beschäftigt. Anschließend hatte sie die Leitung des Labors für Forschung- und Entwicklung des Industrie- und Spezialbau des BMK Erfurt bis 1989 inne. Danach arbeitete sie bis 1990 als Verfahrenstechnologin in der Forschung des Kombinates Mikroelektronik in Erfurt, um für das Folgejahr das Labor für Forschung- und Entwicklung der Epowit Bautechnik GmbH in Weimar zu leiten.
Als wissenschaftliche Mitarbeiterin arbeitete Osburg von 1991 bis 2003 am F. A. Finger-Institut für Baustoffkunde der Bauhaus-Universität Weimar. Im Jahre 2002 promovierte sie zum Dr.-Ing. in der Fakultät Bauingenieurwesen der Bauhaus-Universität Weimar zum Thema: „Die Ausbildung der Mikrostruktur und die Dauerhaftigkeit kunststoffmodifizierter Mörtel“. Nachfolgend war sie bis 2010 als Juniorprofessorin für Polymere Bindemittel und Baustoffe im Bauwesen am F. A. Finger-Institut für Baustoffkunde der Bauhaus-Universität Weimar tätig. Die nächsten vier Jahre war sie als Professorin der Professur „Polymere Werkstoffe“ an der Bauhaus-Universität Weimar beschäftigt und von 2012 bis 2014 zudem als Prodekanin der Fakultät Bauingenieurwesen.
Von 2012 bis 2014 arbeitete Osburg als Prorektorin für Forschung und Kunst sowie seit 2014 als Professorin an der Professur „Bauchemie und Polymere Werkstoffe“ an der Bauhaus-Universität Weimar. Von 2014 bis 2017 war sie Prorektorin für Forschung und Kunst der Bauhaus-Universität Weimar und wurde im Jahr 2022 für die Amtszeit von drei Jahren zur Vizepräsidentin für Forschung, Kunst und akademischen Nachwuchs der Bauhaus-Universität Weimar bestellt.

## Forschungsschwerpunkte
Osburg führt derzeit experimentelle Untersuchungen und mikrostrukturbasierte Modellierungen des elastischen und viskoelastischen Verhaltens von PCC in Abhängigkeit von der Temperatur durch. Weitere Forschungsschwerpunkte liegen in der Identifikation von Wirkmechanismen herkömmlicher Fließmittel sowie neuartiger biobasierter Fließmittel in calciumfreien Geopolymer-Modellsystemen sowie in der Verknüpfung und Automatisierung computergestützter Methoden zur quantitativen Rissanalyse von Beton. Des Weiteren untersucht sie osmotische Prozesse im System zementärer Werkstoffe – speziell der Reaktionsharzbeschichtung.

## Mitgliedschaften
- Gesellschaft Deutscher Chemiker (Fachgruppe Bauchemie)
- Vorständin der GDCh-Fachgruppe Bauchemie
- wissenschaftliche Arbeitsgemeinschaft für Bauwerkshaltung und Denkmalpflege e. V. (WTA)
- Arbeitskreis Kunstharze des Bundesverbandes Estrich und Belag (BEB)
- Ausbildungsbeirat Sachkundiger Planer für die Instandhaltung von Betonbauteilen des DAfStb
- Landesgütergemeinschaft Betoninstandsetzung und Bauwerkserhaltung Hessen-Thüringen e. V.
- Institut für Steinkonservierung e. V. (IFS)
- Bildungswerk BAU Hessen-Thüringen e. V.
- Ad-hoc-Ausschuss „Nichtmetallische Bewehrung“ des DIBt

Quelle

## Ausgewählte Publikationen
Zeitschriftenbeiträge
- Florian Kleiner, Christiane Rößler, Franziska Vogt, Andrea Osburg, Horst‐Michael Ludwig: Reconstruction of calcium silicate hydrates using multiple 2D and 3D imaging techniques: Light microscopy, μ‐CT, SEM, FIB‐nT combined with EDX. In: Journal of Microscopy. Band 286, Nr. 2, 2022, S. 102–107.
- Clotilde Capacchione, Stephan Partschefeld, Andrea Osburg, Rocco Gliubizzi, Carmine Gaeta: Modified Carboxymethylcellulose-Based Scaffolds as New Potential Ecofriendly Superplasticizers with a Retardant Effect for Mortar: From the Synthesis to the Application. In: Materials. Band 14, Nr. 13, 2021, S. 3569.
- Ulrike Schirmer, Andrea Osburg: A new method for the quantification of adsorbed styrene acrylate copolymer particles on cementitious surfaces: a critical comparative study. In: SN Applied Sciences. Band 2, Nr. 12, 2020, S. 1–11.
- Adrian Tutal, Stephan Partschefeld, Jens Schneider, Andrea Osburg: Effects of bio-based plasticizers, made from starch, on the properties of fresh and hardened Metakaolin-Geopolymer Mortar: basic investigations. In: Clays and Clay Minerals. Band 68, Nr. 5, 2020, S. 413–427.
- Stephan Partschefeld, Torben Wiegand, Frank Bellmann, Andrea Osburg: Formation of geopolymers using sodium silicate solution and aluminum orthophosphate. In: Materials. Band 13, Nr. 18, 2020, S. 4202.
- Stephan Partschefeld, Andrea Osburg: Synthesis of dispersing agents from starch–Influence on rheological properties and early age hydration of OPC. In: Construction and Building Materials. Band 240, 2020, S. 117913.

Quelle